# ドーセント
ドーセント（英: Docent, Inc）は、かつて存在したアメリカ合衆国（カリフォルニア州マウンテンビュー）のソフトウェア会社である。eラーニングにおける統合パッケージLMS（Learning Management System、学習管理システム）を提供するソフトウェアベンダーで、日本法人は2001年に設立された（東京都港区）。設立時の社長は村上憲郎であった。

## 概要
2004年にDocent米国本社がClick2learnと合併し、サムトータル・システムズとなる。Click2learnによる買収であったが、日本においては、Click2learn Japanの事業をDocent Japanが引き継ぎ、サムトータル・システムズとなった。ラーニングを主軸とする人材育成ソフトウェアの独立系専業ベンダー。